# Повесть о первой любви
«Повесть о первой любви» — советский художественный фильм по одноимённой повести Николая Атарова. Премьера фильма состоялась 28 июля 1957 года в дни VI Всемирного фестиваля молодёжи и студентов.

## Сюжет
Действие происходит в портовом южном городе. Старшеклассники Оля Кежун и Митя Бородин встретились в юношеской спортивной школе и подружились. У Ольги внезапно умирает мать, она раздавлена горем. Она остаётся на попечении тёти, злоупотребляющей спиртным. Ольга решает бросить школу и поступить на работу. Друг Ольги Митя не хочет оставлять девушку в беде и приводит её при поддержке отца в свой дом. Оля возвращается к жизни и вновь начинает посещать школу.
Другая сюжетная линия — это страсть тренера по гимнастике Якова Казачка к ученице. Он без приглашения приходит на её день рождения и поёт в её честь. Ольга отвергает ухаживания тренера, а когда позднее, на выпускном вечере, Казачок пытается поцеловать девушку, Митя дерётся с ним.
В школе распускают грязные слухи об отношениях Мити и Оли. Директор школы Болтянская и бюрократ Белкин из райкома комсомола оказываются на стороне тех, кто видит непристойную подоплёку в отношениях школьников. Райком комсомола отказывается послать их пионервожатыми в один лагерь. Оля с Митей ссорятся, и Оля уходит из дома Бородиных.
На защиту первой любви встают учительница Мария Сергеевна и комсорг порта Веточкина. Друг Мити Чапа помогает Мите и Оле встретиться для серьёзного разговора. В конце фильма Митя и Оля мирятся.

## В ролях
- Джемма Осмоловская — Ольга Кежун
- Кирилл Столяров — Митя Бородин
- Владимир Земляникин — Аркадий (Чапа)
- Сергей Столяров — Егор Петрович Бородин, отец Мити
- Екатерина Калинина — Мария Сергеевна, тётя Мити Бородина
- Александра Панова — директор школы
- Мария Яроцкая — тётка Оли
- Алексей Бахарь — Яков Казачок, тренер спортивной школы
- Пётр Щербаков — Белкин, заведующий школьным отделом
- Гертруда Двойникова — мать Оли
- Валерия Бескова — Веточкина, комсорг порта
- Е. Бончковская — Ира Ситникова
- Иван Колесниченко — водитель погрузчика
- Андрей Эшпай — музыкант
- В эпизодах — В. Караваев, Генрих Осташевский, Эмилия Бауман.

## Съёмочная группа
- Автор сценария — Мария Смирнова (по одноимённой повести Николая Атарова)
- Режиссёр — Василий Левин
- Оператор — Фёдор Сильченко
- Композитор — Андрей Эшпай
- Художники — Пётр Злочевский, Леонид Курлянд

## Критика
В журнале «Советский экран» приводились следующие оценки фильма:
«Фильм получился удачный. Он свежо, молодо и чисто повествует о дружбе и любви и очень хорошо снят.  <…> Достоинством фильма является … обличение бюрократов и перестраховщиков на педагогическом поприще. … Тем более досадны недостатки фильма: поверхностность в изображении школьной жизни и комсомольской организации, „скороговорка“ в изображении отношений между родителями и детьми».
В журнале «Искусство кино» к числу удач фильма отнесены режиссёрское решение сцены смерти матери Оли, «которую Д. Осмоловская провела с большой смелостью и силой». Указывалось, что «К. Столяров и особенно Д. Осмоловская — актёры с несомненным дарованием». Отмечалось, что «Осмоловская (Оля) и К. Столяров (Митя) делают всё возможное, чтобы зрители не подумали, что в их отношения закралось что-то недозволенное», а глубокая привязанность к Мите передана В. Земляникиным «с предельной простотой и искренностью». При этом рецензент считал, что при несомненном актёрском обаянии К. Столярова его Митя «далёк от подлинного художественного образа». Также выделялась «прекрасная работа оператора Ф. Сильченко, который особенно хорошо передаёт неповторимую красоту приморского южного города».
В истории отечественного кинематографа фильм остался как «первая в советском кино картина о любви школьников».
Кинокритик Нонна Капельгородская писала: «Глубокие проблемы этики были подняты в ленте “Повесть о первой любви” (1957)  Василия Левина. Фильм передаёт чистоту и очарование персонажей одноимённого произведения Николая Атарова (сценарий М. Смирновой), сокрушительно обличает ханжеские наставления обывателей, несовместимые с целомудрием и чистосердечием». Она также указывала, что «с первых же кадров кинокартина вызывает интерес острым, драматически напряжённым сюжетом, насыщенным глубокими идеями содержанием, ибо её авторы мастерски выявили наиболее динамичные и лирические мотивы повести».
Киновед А. В. Фёдоров с соавторами писал, что 
«мелодрама „Повесть о первой любви“ (1957) не вызвала цензурной бури, хотя содержала сюжетные повороты, которые, на первый взгляд, могли шокировать целомудренную советскую общественность: 1) девятиклассник влюблялся в свою школьную ровесницу, и та отвечала ему взаимностью; 2) учитель физкультуры открыто добивался любви и сексуальной близости симпатичной старшеклассницы; 3) вступившийся за девичью честь своей подруги старшеклассник отважно дрался с этим учителем-ловеласом… Согласитесь, ни в одном советском фильме о школе вплоть до 1980-х ничего подобного второму и третьему пунктам не происходило…». При этом в «Повести о первой любви» «все резкости фабулы были заботливо утоплены в мягкой лирике мелодрамы».